# Seznam vohunov za Sovjetsko zvezo
Seznam vohunov za Sovjetsko zvezo.

## B
Lev Aleksejevič Bausin - Anthony Blunt - Oleg Dmitrijevič Brijkin

## F
Aleksej Frolovič Filipov - Viljam Genrihovič Fisher

## J
Pavel Aleksandrovič Jefremov

## K
Vjačeslav Ervandovič Kevorkov - Leonid Sergejevič Kolosov - Nikolaj Petrovič Koškin

## L
Nikolaj Sergejevič Leonov - Mihail Petrovič Ljubimov

## N
Melita Stedman Norwood

## P
José Castelo Pacheco